# Числа Каллена
В математике числами Каллена называют натуральные числа вида {\displaystyle n\cdot 2^{n}+1} (пишется Cn). Числа Каллена впервые были изучены ирландским математиком Джеймсом Калленом в 1905 году. Числа Каллена — это особый вид чисел Прота.

## Свойства
В 1976 году Кристофер Хулей показал, что плотность последовательности положительных целых {\displaystyle n\leq x}, для которых Cn простое, есть o(x) для {\displaystyle x\to \infty }. В этом смысле почти все числа Каллена составные. В 1995 году доказательство Кристофера Хулея было переработано математиком Хирми Суяма, который показал, что оно также верно для любой последовательности чисел {\displaystyle n\cdot 2^{n+a}+b} где a и b целые числа, и частично также для чисел Вудала {\displaystyle n\cdot 2^{n}-1}. 
Все известные простые числа Каллена соответствуют n, равному:
1, 141, 4713, 5795, 6611, 18496, 32292, 32469, 59656, 90825, 262419, 361275, 481899, 1354828, 6328548, 6679881 последовательность A005849 в OEIS.
Есть предположение, что имеется бесконечно много простых чисел Каллена.
По состоянию на 2025 год наибольшее известное простое число Каллена {\displaystyle 6679881\cdot 2^{6679881}+1}, это мегапростое число с 2 010 852 знаками было открыто участником проекта PrimeGrid из Японии 5 августа 2009 года.
Числа Каллена Cn делятся на {\displaystyle p=2n-1}, если p простое число вида {\displaystyle 8k-3}. Это следует из малой теоремы Ферма, так что если p простое нечётное, то p делит Cm(k) для каждого {\displaystyle m(k)=(2^{k}-k)(p-1)-k} (для k > 0). Было также показано, что простое число p делит {\displaystyle C_{(p+1)/2}}, когда символ Якоби {\displaystyle \left({\frac {2}{p}}\right)} есть −1, и что p делит {\displaystyle C_{(3p-1)/2}}, когда символ Якоби {\displaystyle \left({\frac {2}{p}}\right)} есть +1.
Неизвестно, существует ли простое число p, у которого Cp тоже простое.

## Обобщения
Иногда обобщёнными числами Каллена называют числа вида {\displaystyle n\cdot b^{n}+1}, где n + 2 > b. Если простое число может быть записано в такой форме, его называют обобщённым простым числом Каллена. Числа Вудала иногда называют числами Каллена второго рода.
По состоянию на 2025 год наибольшие известное обобщённое простое число Каллена {\displaystyle 4052186\cdot 69^{4052186}+1} имеет 7 451 366 знаков, число было открыто участником проекта добровольных распределенных вычислений PrimeGrid Марком Уильямсом из США 16 апреля 2025 года.

## Дальнейшее чтение
- Cullen, James (1905), Question 15897, Educ. Times: 534 {{citation}}: Неизвестный параметр |month= игнорируется (справка).
- Guy, Richard K. (2004), Unsolved Problems in Number Theory (3rd ed.), New York: Springer Verlag, pp. section B20, ISBN 0-387-20860-7.
- Hooley, Christopher (1976), Applications of sieve methods, New York: Cambridge University Press, pp. 115–119, ISBN 0-521-20915-3.
- Keller, Wilfrid (1995), New Cullen Primes (PDF), Mathematics of Computation, 64 (212): 1733–1741.